# Saison 5 des Demoiselles du téléphone
 (juillet 2020).
Si vous disposez d'ouvrages ou d'articles de référence ou si vous connaissez des sites web de qualité traitant du thème abordé ici, merci de compléter l'article en donnant les références utiles à sa vérifiabilité et en les liant à la section « Notes et références ».
 (août 2020).
Chronologie
Saison 4
Cet article présente le guide des épisodes de la saison 5 de la série télévisée espagnole Les Demoiselles du téléphone (Las chicas del Cable).
Composée de dix épisodes, elle est diffusée le du 14 février 2020 au 3 juillet 2020 sur Netflix.

## Synopsis
En 1928, une entreprise moderne de télécommunications fait ses débuts à Madrid. La série raconte le tournant que prend la vie de quatre jeunes femmes quand elles commencent à travailler dans cette entreprise. Les quatre femmes sont toujours liées à leurs familles, leurs couples ou leurs souvenirs.

## Distribution

### Acteurs principaux
- Blanca Suárez (VF : Véronique Desmadryl) : Alba Romero Méndez / Lidia Aguilar Dávila
- Yon González (VF : Yann Guillemot) : Francisco Gómez
- Concha Velasco (VF : Marie Vergracht) : Carmen de Cifuentes
- Ana Fernández (VF : Magali Rosenzweig) : Carlota Rodríguez de Senillosa
- Maggie Civantos (VF : Peggy Martineau) : Ángeles Vidal
- Nadia de Santiago (VF : Margaux Maillet) : María Inmaculada « Marga » Suárez
- Martiño Rivas (VF : Pascal Nowak) : Carlos Cifuentes
- Ana María Polvorosa (VF : Nathalie Kanoui) : Sara Millán
- Ángela Cremonte (VF : Laëtitia Godès) : Elisa Cifuentes
- Denisse Peña (VF : Davoine Elsa) : Sofia Pérez Vidal

## Épisodes

### Épisode 1:La guerre
Titre original : La guerra
Résumé détaillé :
Après 7 ans passés loin de Carmen aux États-Unis, Sofia, décidant de chercher ses racines, se décide à retourner en Espagne afin de combattre au côté des militants républicains contre l'armée de Franco, au grand damn de Lidia, qui part elle aussi en Espagne afin de convaincre Sofia de retourner chez elle.
Lidia retrouve également Carlos, devenu entretemps militaire, et s'arrange pour détruire Lidia en refusant le désertion de Sofia.

### Épisode 2:La haine
Titre original : El odio
Résumé détaillé :
Carlos refusant la désertion sans avoir quelque chose en retour du risque qu'il prend, veut pouvoir de nouveau voir - et adopter en Espagne - Eva, ce que refuse initialement Lidia, jusqu'au moment où celle-ci apprend que Carlos est un espion pour le compte des Franquistes, et décide de jouer cette carte contre lui, en lui faisant croire à un appel d'Eva, puis en lui révélant que les négatifs des photos incriminantes étaient en leur possession.
Pablo est, quant à lui, dans l'obligation d'aller au front, car ayant refusé la mission anti-guerre du médecin, seul personne pouvant le dispenser d'aller à la guerre. 

### Épisode 3:Le courage
Titre original : El corage
Résumé détaillé :
Sofia est victime d'un assaut des forces franquistes et se voit capturée par l'ennemi. Afin de s'assurer que les négatifs des photos l'incriminant ne soient pas dévoilés au grand public, Carlos décide d'emmener Lidia avec lui afin de négocier avec Rios la libération de Sofia, en échange de la collection d'art stockée à l'ambassade mexicaine de Madrid.
Marga se voit chargée avec Isidro par sa voisine de distribuer des laissez-passer à ses proches afin qu'ils puissent sortir du pays, mais, lors de l'échange des laissez-passer, Marga s'évanouit, et apprend qu'elle est enceinte.
Pablo est victime des tirs ennemis et tente de s'enfuir, mais est rattrapé par deux soldats, dont l'un s'avère être Julio, son frère jumeau.

### Épisode 4: Le contrôle
Titre original : El control
Résumé détaillé :
Felipe, Rosario et Sofia sont emmenés dans les bois par les franquistes qui ont pour but de violer les filles. Sofia parvient à abattre les soldats qui les maintiennent avec l'aide de son ami Felipe ; un de ces soldats est le fils du colonel Rios.
Le colonel Rios ayant découvert la mort de son fils par la faute de Sofia, Lidia et Carlos servent d'appât vivants, avant de pouvoir s'échapper dans le village le plus proche, dans lequel ils retrouvent Sofia et ses camarades ; toutefois, en tentant de s'enfuir, Sofia fera un malaise, ce qui poussera Lidia et Carlos à se faire attraper par les soldats de l'armée franquiste, et à se voir jeter en cellule avec le prêtre les ayant aidés à se cacher.

### Épisode 5:La folie
Titre original : La locura
Résumé détaillé :
Lidia, Carlos et le prêtre sont jetés en prison, et condamnés à mort par le Colonel Rios, tandis que les rebelles prennent avec succès la capitale, qui est désormais aux mains de l'armée franquiste, Marga, qui pense que Pablo est décédé, ne peut se résoudre à accepter les ordres du Colonel Salgado, et menace de l'exécuter avec une arme de poing, mais n'arrive finalement pas à presser la détente. 
Pablo et Julio, ayant tentés de se cacher en tant que soldats franquistes l'un et l'autre, sont repérés, et s'enfuient. 
Francisco, ayant appris la situation, décide de se rendre à l'endroit où Lidia et Carlos sont enfermés, puis braque un pistolet sur un des soldats, qui ne peut le tuer, car il a laissé Francisco rentrer illégalement dans la prison, ce qui lui vaudrait d'être exécuté lui aussi. Lidia trouve donc un compromis avec les soldats, qui devront lui fournir une arme au moment de leur exécution, afin de tuer Rios ; c'est ce qui est fait par les soldats, et, Rios mort, Lidia et Carlos décident de s'enfuir, mais tombent sur Roméro, qui tue Carlos en faisant croire à un suicide, et envoie Lidia droit en prison, où elle retrouve Carmen, désormais directrice de celle-ci.  

### Épisode 6:Le pouvoir
Titre original : El poder
Résumé détaillé :
Lidia est torturée par Carmen dans la prison, la faisant s'agenouiller sur du sel pour avoir révélé son trafic de médicaments à Pinillos, le superviseur de la prison, elle parvient toutefois à s'enfuir après que l'infirmière de la prison trahisse Carmen, elle retrouve Francisco et ses amis, et menace de tuer Carmen avec l'arme volée à un des gardiens.
Marga est trahie par Isidro qui révèle au colonel Salgado que Pablo et Julio, désormais considérés comme déserteurs, se cachent chez Marga, résultant en la mort de Julio par les généraux armés, et l'envoi en prison de Marga.

### Épisode 7:La patience
Titre original : La patiencia
Résumé détaillé :
Marga ayant été envoyée en prison, Lidia et ses amis tentent de la faire sortir, tandis qu'Isidro apprend que Salgado l'a trahi, n'ayant pas respecté sa promesse de ne pas envoyer Marga en prison. 
Afin de faire sortir Marga de prison, Lidia va à la rencontre d'Élisa, et lui demande de faire passer Sofia - seule personne que Carmen ne connaisse pas - infirmière dans la camp de rééducation où est enfermée Marga ; cependant, celle-ci refuse initialement, et apprend à Lidia la mort de Carlos par suicide, ce que Lidia refuse de croire, et fait part de ses pensées à Élisa, qui n'y croit pas, avant de revenir sur sa pensée, car Carlos voulait plus que tout au monde revoir Éva, ce qui la convainc d'aider Lidia dans sa démarche, et fait embaucher Sofia comme infirmière. 
Carmen, afin de s'enrichir, tente, avec Romero, de vendre le futur bébé de Marga, et fait également emprisonner Carlota et Sara/Oscar pour appartenance au Parti Communiste, une accusation inventée de toutes pièces.

### Épisode 8:La douleur
Titre original : El dolor
Résumé détaillé :
Pinillos, qui se rend compte que Carmen abuse de son pouvoir dans le centre de rééducation, lui donne un dernier avertissement avant d'alerter les autorités ; Carmen refusant de se soumettre à cette menace, demande à Romero de tuer Pinillos, en faisant passer sa mort pour un suicide.
Lidia apprend que Élisa possède, avec son mari, un réseau clandestin afin de faire sortir les habitants du pays pour échapper à la guerre, et obtient l'aide de Francisco pour avoir un camion, ce que Carmen ne manque pas de remarquer.
Afin d'éviter que Carmen ne vende les enfants des détenues, Felipe et Sofia vident des bouteilles d'essence et d'O2 dans le bâtiment de la maternité afin d'y mettre le feu, pendant l'absence de Carmen, qui attend Lidia et Élisa chez elle, avec le Colonel Romero.
Lidia et Élisa apprennent à Carmen que Carlos ne s'est pas suicidé, mais que c'est Romero qui l'a tué, en faisant passer sa mort pour un suicide, Carmen, désemparée, tente de tirer sur Romero avant que celui-ci ne s'empare de l'arme et s’apprête à la tuer. Élisa s'interpose et pousse Romero et elle se prend une balle en plein ventre. Elle meurt dans les bras de Carmen, désormais désireuse de vengeance.

### Épisode 9:La défaite
Titre original : La derrota
Résumé détaillé :
Carmen, les mains pleines de sang et les larmes aux yeux, se rend dans l'hôtel de Lidia afin de lui demander de localiser et de capturer Romero, en échange de quoi elle s'engage à faire libérer ses amies.
Lidia, en se déguisant, et avec l'aide d'Isidro, Pablo et Francisco, parvient à capturer Romero en le droguant, puis l'amène à Carmen, qui l'enterre vivant afin de se venger de la mort de ses deux enfants.
Marga accouche, et, respectant sa part du marché, Carmen ne vend pas son enfant, et ramène le calme dans le camp de réeducation, puis fait de faux papiers indiquant que le régime a ordonné le transfert des détenues dans un autre camp, leur permettant de s'échapper.
Lors de leur évasion, Paula, une surveillante, se rend compte de la supercherie, et prévient Pinillos, qui enclenche les alarmes, Lidia propose alors à Carmen, qui à tenter de se racheter au mieux qu'elle le peut, en léguant ses derniers biens à Éva, de venir avec eux lors de leur évasion, car elle risquait la peine capitale pour trahison ; Carmen refuse, arguant qu'elle à hâte de revoir ses enfants, avant de se suicider d'une balle dans la tête et de tomber au sol. 

### Épisode 10:Le dénouement
Titre original : El final
Résumé détaillé :
En s'enfuyant de la prison, le convoi de camions est poursuivi par Pinillos et un policier, qui tirent sur les camions, qui ne peuvent répliquer que pendant peu de temps au vu du peu de munitions qu'ils possèdent, ils arrivent cependant à piger Pinillos et à le ligoter, avant de s'enfuir dans la station de train en direction de Bordeaux.
L'alerte ayant cependant été donnée lors de l'évasion, la station de train est bouclée, et Francisco doit se résoudre à menacer l'aiguilleur pour qu'il rouvre les lignes fermées, et qu'ils puissent repartir, avant d'être de nouveau arrêtés par des policiers, qui ont bloqué la route et leur ordonnent de descendre, ce que font Lidia, Marga, Carlota et Sara/Oscar, leur tendant un piège avec un livre rempli de drogue, les faisant s'évanouir.
Lorsqu'elles sortent du bâtiment, le train déjà redémarre, visé par les tirs de renforts arrivés sur place. N'ayant réussi à rejoindre le convoi, parti sans elles, réfugiées dans une cabane, elles se remémorent tous leurs souvenirs ensemble. Puis, dans un élan de courage, sortent de leur cachette, jugeant que leur vraie victoire c'est d'avoir rendu la liberté et d'avoir donné un futur à leurs enfants.